# Dominique Saint-Pierre
Pour les articles homonymes, voir Saint-Pierre.
Dominique Saint-Pierre, né le 10 novembre 1940 à La Tronche (Isère), est un homme politique français.

## Parcours universitaire
De 1965 à 1972, Dominique Saint-Pierre est assistant en Histoire du droit et des institutions à la faculté de Lyon. Après avoir présenté son mémoire Essai sur les fétiaux et sur le droit fétial, des origines de Rome jusqu'à la dernière guerre punique, il soutient, en 1972, sa thèse d'État intitulée Recherche sur le droit d'ambassade et l'art de négocier en Occident du XIIIe siècle au début du XVIIe siècle, et devient ainsi docteur en droit.

## Parcours professionnel
Dominique Saint-Pierre est avocat au barreau de Lyon en 1965, puis avocat honoraire en 1998.

## Parcours politique

### Conseil régional Rhône-Alpes
Élection le 16 mars 1986, dans le Rhône (réélection le 22 mars 1992 et le 15 mars 1998, dans l'Ain).
- En 1998, il occupe les fonctions de président de la Commission des finances Rhône-Alpes.

### Conseil municipal de Bourg
Élection le 19 mars 1989 (réélection le 18 juin 1995).
- Après son élection en 1995, il devient adjoint au maire chargé des affaires européennes.

### Assemblée nationale (département de l'Ain)
Élection le 16 mars 1986.
- Durant ce mandat, il travaille sur plusieurs projets de loi, parmi lesquels celui autorisant le gouvernement à prendre diverses mesures d'ordre économique et social, celui relatif à la lutte contre le terrorisme et aux atteintes contre la sûreté de l'État, celui autorisant la ratification de l'Acte unique européen, celui (organique) modifiant la loi relative à l'élection du Président de la République au suffrage universel, et celui relatif à la transparence financière de la vie politique.
- En 1988, le gouvernement lui confie la présidence de la Commission d'étude sur l'Europe et les professions de droit, dont il a résulté la loi du 31 décembre 1990 organisant la fusion des professions d'avocat et de conseil juridique. Il est nommé commissaire du gouvernement pour les débats parlementaires de ce texte.

### Parlement européen
Élection le 12 juin 1994
- En 1997, il est à la tête de la Commission mixte Union européenne - Malte (relative à l'intégration de Malte dans l'Union).

### Conseil d'État (en service extraordinaire, section de l'Intérieur)
Décret du 4 novembre 1999.

## Parcours littéraire
- Dictionnaire des hommes et des femmes politiques de l'Ain de 1789 à 2003, Éd. Musnier & Gilbert, 2003
- La Grande Guerre entre les lignes (qui retrace la Première Guerre mondiale à travers les lettres de six frères partis au front et qui se trouvent être les aïeux de l'auteur de l'ouvrage), Éd. Musnier & Gilbert, 2006 (deux tomes)
- Gertrude Stein, le Bugey, la Guerre, Éd. Musnier & Gilbert, 2009
- Les gorges perdues du Haut-Rhône - De la Suisse à Génissiat, Éd. Musnier & Gilbert, 2013
- Brillat-Savarin - Œuvre hors-d’œuvre chef d’œuvre, Éd. Cleyriane, 2020 (deux tomes)